# Maurizio Moreno
Maurizio Moreno (Roma, 23 giugno 1940 – Roma, 26 marzo 2016) è stato un diplomatico italiano.

## Biografia
Di origini sanremesi (il nonno Giovanni vi praticava la professione medica, il padre, Martino Mario Moreno, era un noto orientalista, diplomatico e docente universitario), effettua gli studi liceali a Beirut e consegue la laurea in Giurisprudenza presso l'Università di Roma. Nel 1963 viene ammesso per concorso alla carriera diplomatica.
Durante i primi anni di carriera viene nominato Vice console a Basilea (19 aprile 1965), Primo segretario e Rabat (dove è accompagnato dalla prima moglie Fiammetta Bacci di Capaci) e Console a Bordeaux (novembre 1971).  Nel 1976 è destinato alla Rappresentanza permanente d'Italia presso l'Ufficio delle Nazioni Unite per le attività e i problemi relativi al disarmo a Ginevra in qualità di vicecapo della delegazione italiana al Comitato per il Disarmo (UNCD) e alla Conferenza sul diritto internazionale umanitario.
Trasferito a Lione in qualità di Console Generale nel 1980, dopo una breve parentesi a Stoccolma come vicecapo della delegazione italiana alla CSCE, ha svolto dal 1984 funzioni di capo dell'ufficio Ricerca, Studi e Programmazione e poi dell'ufficio Africa del Ministero degli Affari Esteri.
Nel 1988 è nominato Ambasciatore a Dakar dove si reca con la seconda moglie Gabriella Sola, architetto. In seguito, ha ricoperto l'incarico di Vicecapo di Gabinetto e quindi Capo del Servizio Stampa e Informazione al Ministero. È stato poi Capo della delegazione diplomatica in Somalia con il rango di Ambasciatore nell'ultima fase del conflitto (1994), mentre tra il 1995 e il 1996 ha svolto le funzioni di direttore dell'Istituto Diplomatico. Successivamente è Ambasciatore a Praga dal 1996 al 1999 e quindi direttore generale per i Paesi dell'Europa (2000-2002) per la Farnesina. Dal settembre 2002 al febbraio 2007, ha ricoperto l'incarico di Capo della Rappresentanza Permanente d'Italia presso la NATO, nel periodo della crisi irachena e del conflitto afgano. Nel marzo 2007 va a prestare servizio fuori ruolo come Consigliere Diplomatico presso la Presidenza del Consiglio dei Ministri.
È stato eletto nel settembre 2007, e riconfermato a settembre 2011, presidente dell'Istituto internazionale di diritto umanitario di Sanremo, istituzione di formazione e ricerca nel campo del diritto dei conflitti armati, dei diritti umani, dei rifugiati e dei migranti. Si è dimesso il 28 gennaio 2012, per motivi di salute, ed ha assunto la carica di Presidente Onorario.
È stato autore di articoli e pubblicazioni su tematiche attinenti alle relazioni internazionali ed ha collaborato con le riviste Affari Esteri e La Comunità Internazionale. Ha curato la pubblicazione Dalle palme di Sanremo alle palme dell'Oriente (Philobiblon Edizioni, 2005), una raccolta di poesie e ricordi scritti del padre Martino Mario Moreno.
Ha un figlio, Martino Vittorio Moreno. Il 23 giugno 2012 si è sposato con la pittrice Barbara Frateschi. 
È deceduto a Roma il 26 marzo 2016.

## Opere
- Art à ker Italia (PDF), Roma, Edizioni Clear, 1991.
- L’Ambasciata d’Italia a Praga, Praga, Istituto italiano di cultura, 1997.